# Akita Shoten
Akita Shoten (秋田書店?) è una casa editrice giapponese fondata il 10 agosto 1948 a Chiyoda, Tokyo. Pubblica principalmente manga e la sua linea editoriale è da sempre mirata a un pubblico adolescenziale (shōnen e shōjo). Il presidente è Sadami Akita.

## Riviste pubblicate
Il sito ufficiale elenca 20 riviste. Le più conosciute sono:

### Rivisteshōnen

#### Settimanali
- Weekly Shōnen Champion (週刊少年チャンピオン?, Shūkan Shōnen Chanpion) - ogni giovedì

#### Quindicinali
- Young Champion (ヤングチャンピオン?, Yangu Chanpion) - ogni secondo e quarto martedì del mese
- Play Comic (プレイコミック?, Purei Comikku) - ogni secondo e quarto giovedì del mese

#### Mensili
- Golf Comic (GOLFコミック?, Gorufu Komikku) - il giorno 1 di ogni mese
- Champion Red Ichigo (チャンピオンREDいちご?, Chanpion Reddo Ichigo) - il giorno 5 di ogni mese
- Monthly Shōnen Champion (月刊少年チャンピオン?, Gekkan Shōnen Chanpion) - il giorno 6 di ogni mese
- Champion Red (チャンピオンRED?, Chanpion Reddo) - il giorno 19 di ogni mese
- Young Champion Retsu (ヤングチャンピオン烈?, Yangu Chanpion Retsu) - il terzo lunedì di ogni mese

### Rivisteshōjo

#### Mensile
- for Mrs. (フォアミセス?, Foa Misesu) - il giorno 3 di ogni mese
- Princess - il giorno 6 di ogni mese
- Mystery Bonita (ミスタリーボニータ?, Misutarī Bonīta) - il giorno 6 di ogni mese
- Love Cherry Pink (恋愛チェリーピンク?, Ren'ai Cherī Pinku) - il giorno 6 di ogni mese paro
- Love Max (恋愛 MAX?, Rabu Makkusu) - il giorno 6 di ogni mese disparo
- Petit Princess (プチプリンセス?, Puchi Purinsesu) - il giorno 15 di ogni mese
- Suspiria Mystery (サスペリアミスタリー?, Sasuperia Misutarī) - il giorno 24 di ogni mese disparo
- Elegance Eve (Eleganceイブ?, Eregansu Ibu) - il giorno 26 di ogni mese
- Desir SP (デジールSP?, Dejīru Supesharu) - il giorno 28 di ogni mese paro

#### Irregolari
- Princess Gold - pubblicato 9 volte l'anno

#### Chiuse
- Hitomi (ひとみ?, Hitomi) - chiusa
- Family Computer Champion (ファミコンチャンピオン?) - chiusa

## Tankōbon
- Canon - autore Chika Shiomi